# Mulegé (gemeente)
Mulegé is een gemeente in de Mexicaanse deelstaat Baja California Sur. De hoofdplaats van Mulegé is Santa Rosalía. Mulegé heeft een oppervlakte van 33.092 km² en 52.743 inwoners (census 2005).
Comondú · La Paz · Loreto · Los Cabos · Mulegé